# Aventura Piticilor
Aventura Piticilor (titlu original: Gnome Alone) este un film 3D de animație din anul 2017 produs de studioul Vanguard Animation și lansat de Netflix. Filmul a avut premiera pe 10 noiembrie 2017 în România.